# Crkva sv. Ivana Krstitelja u Kaštel Lukšiću
Crkva sv. Ivana Krstitelja u mjestu Kaštel Lukšiću, Šetalište Miljenka i Dobrile 49, Grad Kaštela, predstavlja zaštićeno kulturno dobro.

## Opis dobra
Crkva sv. Ivana koja se nalazi tik uz sjeverni zid kaštel Rušinca bila je župna crkva sela. Spada u čestu regionalnu tipološku skupinu, malih jednobrodnih crkava s kvadratnom apsidom, presvedena šiljatim svodom, što je vrsta jednobrodnih crkava koja kontinuira u inačicama na ovom području od srednjega vijeka pa sve do 20. stoljeća. Glavno pročelje je otvoreno vratima, prozorima i rozetom. Na vrhu je preslica s jednim zvonom. Crkvica je rijetki primjer sakralne arhitekture u Kaštelima sa sačuvanim prvobitnim (izvornim) izgledom s odlikama gotičko renesansnog stila. Poznati ljubavni par Miljenko i Dobrila pokopani su u ovoj crkvici.

## Zaštita
Pod oznakom Z-4310 crkvica i zavedena je pod vrstom "nepokretna kulturna baština - pojedinačna", pravna statusa zaštićena kulturnog dobra, klasificirano kao "vojne i obrambene građevine".